# Luis Fullana Mira

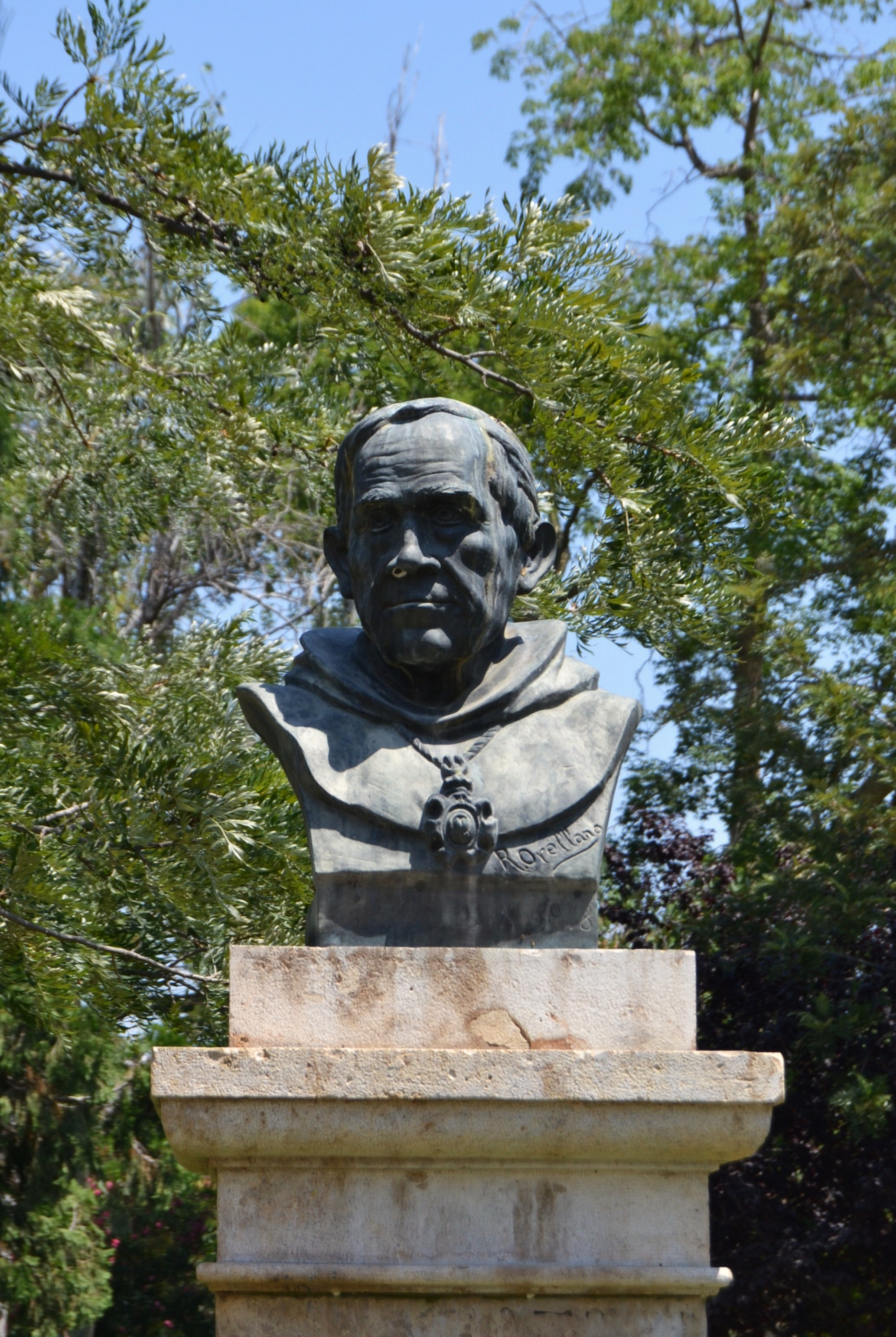
Busto representando al padre Fullana, localizado en los Jardines del Real de Valencia.

Luis Fullana Mira (en valenciano Lluís Fullana i Mira; Benimarfull, Alicante; 5 de enero de 1871 – Madrid, 21 de junio de 1948) fue un gramático, erudito y religioso español.
Formó parte de la orden franciscana a partir de 1890, ejerció como profesor en el colegio La Concepción de francés en los colegios franciscanos de Benisa y Onteniente e inició sus estudios comparados en lenguas románicas.
Fue académico del Centro de Cultura Valenciana (1918-1928) y de la RAE (1928-1948), formó parte de Lo Rat Penat, del Instituto de Estudios Valencianistas del Centro Mercantil y fue catedrático de la Universidad de Valencia.
Trabajó con destacadas personalidades de su época como Teodoro Llorente, Roque Chabás, Mossen Alcover, Guillem Renart, José Alemany, Gregorio Marañón, Marqués de Lozoya, Ramón Menéndez Pidal, Pompeu Fabra, Julio Guillén Tato o Federico García Sanchiz.

## Infancia
Siendo un niño, recibió su primera gramática latina de manos de los franciscanos del convento de Cocentaina, donde había un grupo de religiosos especialistas en latín que preparaban a los niños que querían ingresar en el colegio seráfico de Benisa, para ser frailes. La relación con los franciscanos de Cocentaina, nos indica la predisposición del pequeño Fullana al estudio, destacando en el estudio del latín, y por su inclinación a la vida franciscana.

## Franciscano y ordenación sacerdotal
A los 17 años ingresó en el seminario de los franciscanos que había en Benisa (Alicante), estudiando humanidades. Entre sus profesores destaca el latinista Juan Bautista Vañó.
El padre Fullana estrenó su vida de religioso en el convento de Onteniente y poco después es trasladado al convento de Cocentaina para iniciar los estudios de Filosofía. En Onteniente, Cocentaina y Benigánim estudia los cursos de Teología.
A los 25 años fue ordenado sacerdote en 1896.
Ejerciendo el ministerio sacerdotal llegó a ser el confesor personal de la reina María Cristina.
Fue fundador del convento de los franciscanos de San Lorenzo y superior de su comunidad, siendo elegido por los franciscanos como Ministro Provincial de Valencia, llegando a ser el que más años ostentó el cargo.

## Catedrático

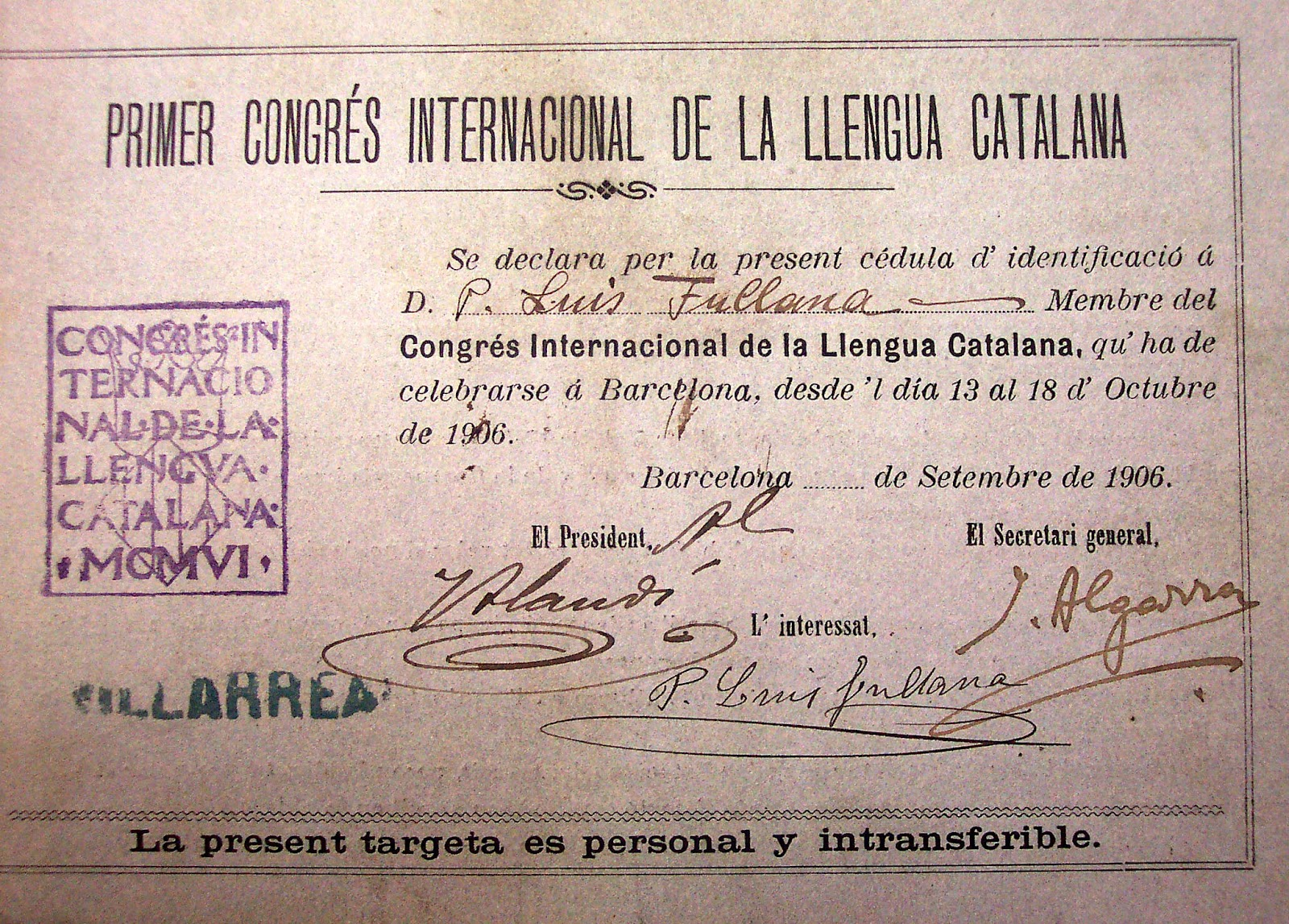
Tarjeta de Fullana en el Congreso Internacional de la Lengua Catalana, 1906.

El otro ministerio del padre Fullana —junto al de la investigación histórica y filológica— fue el de la enseñanza.
En el colegio "La Concepción" de Onteniente desarrolló los once primeros años de su ministerio dedicado a la educación de los alumnos y a la docencia de la lengua francesa y en la Universidad de Valencia, catedrático de Lengua y Literatura Valencianas. 
Políglota, hablaba y escribía valenciano, castellano, latín, griego, francés, italiano e inglés.
Por sus conocimientos de los dialectos del Rif, incluso fue requerido por el Ministerio de Asuntos Exteriores como intérprete con motivo de la visita a España del Gran Visir del Protectorado Español en Marruecos.
Destacó por su estudio filológico del valenciano, alcanzando un nivel y un reconocido prestigio que sería coronado con su nombramiento como académico de la Real Academia Española en representación del valenciano en 1928.

## Académico de la RAE
El 26 de noviembre de 1926, por Real Decreto, se manda ampliar, hasta 42, el número de los Académicos de la Lengua, con el fin de que tengan su lugar en la Real Academia Española los estudios de los otros idiomas españoles, además del castellano.
Con la creación de una sección para la lengua catalana y sus variedades valenciana y mallorquina, se crean nuevas plazas para académicos especializados en el estudio de las mismas. En la junta ordinaria de la Real Academia Española, del 10 de marzo de 1927, fueron elegidos los nuevos académicos, conforme al Real Decreto del 26 de noviembre de 1926, quedando elegido Luis Fullana Mira para la plaza representativa del valenciano.
Entre otras entidades culturales de Valencia, Lo Rat Penat celebró una solemne velada, el año 1929, en homenaje al padre Fullana, como digno representante del valenciano en la Real Academia Española. (Era soci de merit de Lo Rat Penat desde 1914)
Una vez establecido en Madrid, el año 1934, el padre Fullana pasa sus tardes en la Real Academia, dedicado a los deberes que le impone su condición de académico y relacionado con las primeras figuras de la intelectualidad española.

## Postura sobre el valenciano

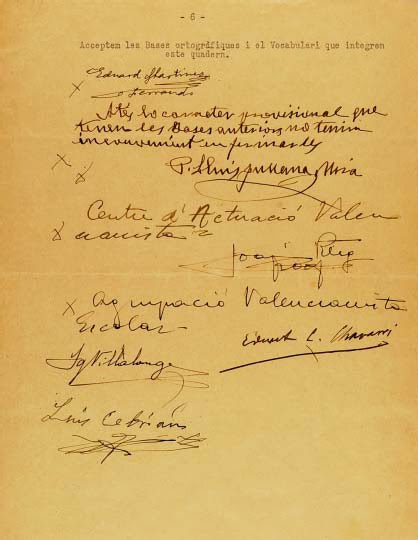
Primera página del apartado de las firmas de las Normas de Castellón, con la firma de Fullana.

En sus primeros estudios lingüísticos defendió la unidad de la lengua catalana y valenciana, con trabajos como: La morfología valenciana és la mateixa que la catalana (1905), Ullada general a la morfología catalana (1908), o Característiques catalanes usades en lo Reine de València, (1907).
En 1906 acude al Primer Congreso Internacional de la Lengua Catalana donde presentó una ponencia sobre conjugación catalana. No obstante, esta ponencia fue duramente criticada por el lingüista alemán Bernhard Schädel, quien consideró que el trabajo de Fullana aportaba poco al estudio de la lengua. A pesar de las críticas recibidas, Fullana manifestó a Antoni Maria Alcover su satisfacción con el resultado del congreso. Aun así, autores como Germà Colom han querido ver en éste y otros incidentes una causa del viraje lingüístico que posteriormente tomaría Fullana.
En 1913 Lo Rat Penat le encargó un estudio publicado en marzo de ese mismo año, con el objetivo de unificar, en la mayoría de casos, las ortografías de Cataluña y de Valencia.
Hacia 1914-15 fue cambiando progresivamente su postura respecto a la consideración del valenciano como parte de la misma lengua que el catalán, hasta llegar a publicar una gramática propia para el valenciano diferente a la de Pompeu Fabra, y a considerar que el valenciano tenía un origen mozárabe, así como el catalán, y que estas dos no tenían relación con las lenguas de oc. En 1918 el padre Fullana pronunció una conferencia en la Diputación Provincial de Valencia, con el título “La cooficialitat de la Llengua Valenciana”, en la que expone su opinión de que las dos lenguas oficiales de la región valenciana debían de ser el valenciano y el castellano.
A pesar de todo, por intercesión de Nicolau Primitiu, presidente de Lo Rat Penat y con quien mantenía una excelente relación personal, Fullana llegó a firmar las Normas de Castellón de 1932 que establecían un estándar ortográfico para el valenciano, reconociendo su unidad con el resto de variedades de la lengua catalana, otorgando su firma "atendiendo al carácter provisional de las mismas".
Un año después, en 1933, el Padre Luis Fullana Mira reeditó su ortografía valenciana, sin hacer ninguna adaptación a la normativa acabada de aprobar. No fue hasta la posguerra que permitió a Francesc Ferrer i Pastor una reedición de su Gramática Valenciana, esta vez adaptada a la normativa firmada en Castellón.

## Obra lingüística
- 1903, "Observacions sobre l'análisis etimològich i fònich de la nostra llengua".
- "Observacions sobre l'análisis gráfich de la nostra llengua".
- "Observacions sobre l'análisis ortográfic de la nostra llengua".1905, Morfología del verbo en la lengua valenciana. Premiado en los Juegos Florales de Valencia
- 1905, "La morfología valenciana és la mateixa que la catalana".
- 1906, "Geografía històrica del Reyne de Valencia". Premiat en els Jocs Florals de Valencia.
- 1906, "Ullada general sobre la morfología catalana". Ponencia encargada para el primer Congreso Internacional de la Llengua Catalana, celebrado en Barcelona.
- 1907, "Característiques catalanes usades en lo Reine de València".
- 1908,  "Juicio crítico bibliográfico de Pedro Antonio Beuter". Premiado en los Jocs Florals de Valencia.
- "Ullada general a la morfología catalana".
- 1909, Estudio sobre Filología Valenciana. Premiado en los Jocs Florals de Valencia - Publicado por "Tipografía Domenech", de Valencia, 1912
- 1911, "Estudio crítico sobre la antigüedad de la ciudad de Játiva, en que se prueba ser la antigua Setabis de los iberos". Premiado en los Jocs Florals de Valencia.
- 1912,  Vocabulari valencià de paraules que deuen portar ç o ss
- 1914, "Normes Ortográfiques". Publicado en el Diario de Valencia.
- 1915, Gramática Elemental de la Llengua Valenciana. Impreso por "Tipografía Domenech" de Valencia.
- "Diferències fòniques, gráfiques u ortográfiques, lèxiques, morfològiques i sintáxiques entre el valenciá i el catalá". Quatro conferencias pronunciadas en el Institut d'Estudis Catalans, de Barcelona
- 1916, "Historia de los virreyes de Valencia". Premio extraordinario de l'Excma. Diputacio Provincial de Valencia, en los Joegos Florales de Valencia.
- "Diferències dialectals en la Llengua Valenciana". Tres conferencies pronunciaes en el "Centro Escolar y Mercantil" de Valencia.
- 1918, Gramática Elemental de la Llengua Valenciana, Segunda Edición. "Tipografía Domenech", Valencia.
- "La cooficialitat de la Llengua Valenciana". Conferencia ofrecida en la Diputación Provincial de Valencia. -Publicada en el Almanaque Las Provincias, de Valencia.
- "Noble i benemérita familia valenciana". Publicada en el Almanaque Las Provincias, de Valencia.
- 1919, "Gramatología Valenciana". Quince artículos. - Publicados en el diario Las Provincias.
- 1920, Historia de la villa y condado de Cocentaina. Publicado por la "Imprenta Huici", de Valencia.
- 1921, Vocabulari Ortográfic Valenciá-Castellá. Impreso por la "Editorial Edeta", de Valencia
- "Rescripto de Martín el Humano sobre los confesores de la casa real de Aragón". Publicado en la Revista Archivo Ibero-Americano tomo XVI.
- 1922, "Compèndi de la gramática valenciana". Publicado por la "Llibreria Vda. de Ramón Ortega", de Valencia.
- "Convento de San Francisco de Valencia". Publicado en la Revista La Acción Antoniana.
- "Documentos inéditos de la familia Viciana". Publicado en el Boletín de la Sociedad Castellonense de Cultura.
- 1923, "La casa de Lauria en el Reino de Valencia". Presentado en el "III Congreso de historia del Reino de Aragón".Tomo I de las Crónicas del Congreso y nuevamente por la"Imprenta hijo de Vives Mora", de Valencia.
- 1924, "Estudio genealógico de los Ruiz de Liori". Premio en los Juegos Florales de Lo Rat Penat.
- 1925, "Elecció més perfècta de cinquanta temes gramaticals estil Ollendorf, Ahn, Benot, etc., escrits en valenciá vulgar i girats al valenciá clássic". Premido en los Jocs Florals d'agosto.
- "Evolució fonográfica de la Llengua Valenciana". Publicado en la revista Germanía.
- 1926, "Temes práctics per a l'ensenyança de la llengua valenciana, girats a l'estil de Martorell". Publicados por Renovació Tipográfica, de Valencia.
- El "Palau del Real". Publicado en la Revista Cultura Valenciana.
- 1927, "Juan de Timoneda y la impresión de sus primeras obras". Publicado en Las Provincias, Valencia.
- 1928,  Refraner valenciá, d'Alberola. Prólogo y corrección. Publicado por "Arte i Letras S.A.", Valencia.
- "Evolución del verbo en la lengua valenciana". Discurs llegit en la presa de possessio en la Real Academia Española.
- 1932, Ortografía Valenciana. Primera Edición. Publicado por "Imprenta Semana Gráfica", Valencia.
- 1933, Ortografía Valenciana. Segunda Edición. Publicado por "Imprenta Semana Gráfica", de Valencia. Y "Gramática fonamental de la llengua valenciana". Citada por el Autor en Ortografía Valenciana.
- 1935, "Los caballeros de apellido March en Cataluña y Valencia". Publicat en el Boletín de la Sociedad Castellonense de Cultura. - Publicado también por "Tipografía Hijo de J. Armengol", de Castello de la Plana.
- 1941, "Luis de Santángel, su familia y su intervención en el descubrimiento de América". Publicat pel Ministeri d'Assunts Exteriors.
- 1942, Gramática latina. Curs Primer. Publicada por "Editorial Reus", de Madrid
- 1942, Gramática latina. Curs Segon. Publicada por "Editorial Reus", de Madrid
- 1942, Gramática latina. Curs Tercer. Publicada por "Editorial Reus", de Madrid.
- 1942, Gramática latina. Curs Quart. Publicada por "Editorial Reus", de Madrid
- 1943, Gramática latina. Curs Quint. Publicada por "Hespernia" (José Luis Cosano), S.A.", Madrid.
- 1943, Gramática latina. Curs Sext. Publicada por "Hespernia" (José Luis Cosano), S.A.", Madrid.
- 1943, Gramática latina. Curs Septim. Publicada por "Hespernia" (José Luis Cosano), S.A.", Madrid.
- "Los tartesios en España. Su lengua en relación con la latina". Publicado en la Revista Verdad y Vida.
- 1945, "El poeta Auxias March, su ilustre ascendencia, su familia y sus escritores". Publicado por la "Editorial Torres", Valencia. "Obras completas del P. Fullana, tom I"
- "Por qué Santo Tomás de Villanueva no asistió al Concilio de Trento". Publicado en la Revista Verdad y Vida.
- 1945, "Defensa del almirante Cristóbal Colón ante la Reina Católica, por Luis de Santángel, escribano de ración del Rey Católico". Publicado en la Revista General de Marina, t.128, marzo, p.325-332
- 1945, "Préstamo hecho a los Reyes Católicos por Luis de Santángel, con destino al primer viaje de Cristóbal Colón a las Indias Occidentales" . Revista General de Marina, t.129, junio, p.3-10
- 1946, "El Almirante Cristóbal Colón y su célebre carta a Luis de Santángel, con otras dirigidas a los Reyes Católicos y a Gabriel Sánchez, Tesorero". Revista General de Marina, t.130, febrero, p.187-198
- 1957, Diccionario sociológico. Citado por el Diccionario Enciclopédico Abreviado, Espasa Calpe.
- 1948, "Correspondencia en Guillem Renart". Citada por el mismo G. Renart en La obra gramatical del Pare Fullana.
- Historia de Onteniente. [Manuscrito en Ontinyent]. Ejemplar mecanografiado en el Archivo de la Excma. Diputacio Provincial de Valencia, y publicado por la Excma. Diputación Provincial de Valencia, con el título de "Bosquejo histórico de Onteniente", en 1957 y por la Caja de Ahorros de Onteniente en 1998.

## Distinciones, cargos
Se le reconoce como El millor gramatic valencià que haja existit mai.
1914, Soci de merit de Lo Rat Penat
1915, académico de número de la Academia de la Llengua Catalana
1915, director honorario del Centro de Cultura Valenciana
1928, académico de número de la Real Academia Española para ocupar la plaza destinada al valenciano
1928, miembro de la Asociación Amigos de Luis Vives
(década de 1940), presidente de la Asociación Cardenal Benlloch
redactor de las revistas franciscanas Archivo Ibero-Americano, Verdad y Vida, entre otras.
En otro orden de cosas, se hizo acreedor de casi todos los cargos de gobierno de la provincia franciscana de Valencia, incluso el de ministro provincial, en cuatro legislaturas.

## Homenajes y reconocimientos
Su imagen ha sido plasmada por artistas con renombre, tales como Ignacio Pinazo Martínez y Mariano Benlliure Gil.
1978. Busto en bronce por el escultor Rafael Orellana. Monumento en conmemoración del cincuenta aniversario de su ingreso en la RAE, emplazado en los Jardines del Real.
1966. El Consell Valenciá de Cultura acuñó una medalla conmemorativa de su aportación a la cultura valenciana.